# Besleria nemorosa
Besleria nemorosa är en tvåhjärtbladig växtart som beskrevs av Conrad Vernon Morton. Besleria nemorosa ingår i släktet Besleria och familjen Gesneriaceae. Inga underarter finns listade i Catalogue of Life.